# Liga da Justiça (desenho animado)
Liga da Justiça (em inglês:  Justice League) é uma série animada de televisão americana exibida de 17 de novembro de 2001 a 29 de maio de 2004 no Cartoon Network. É a sétima série do DC Animated Universe. O desenho foi produzido pela Warner Bros. Animation. É baseado na Liga da Justiça e personagens de quadrinhos associados publicados pela DC Comics. Ele serve como uma prequência de Batman do Futuro e como uma sequência de Batman: A Série Animada, Superman: A Série Animada e The New Batman Adventures. A série terminou após duas temporadas, mas foi seguida por Liga da Justiça sem Limites, uma série sucessora que foi ao ar por três temporadas.
Foi o primeiro programa do Cartoon Network a ser produzido pela Warner Bros. Animation, e foi o último programa do Cartoon Network a receber luz verde de Betty Cohen.

## Trilha sonora
Uma trilha sonora de quatro discos com destaques musicais de ambas as temporadas da Liga da Justiça foi lançada pela La-La Land Records em julho de 2016. É uma edição limitada de três mil unidades e pode ser encomendada no sítio da La-La Land Records. O conjunto inclui faixas de episódios favoritos dos fãs, como A Better World, Hereafter, Wild Cards e Starcrossed.
La-La Land também espera lançar uma trilha sonora para Liga da Justiça sem Limites, desde que as vendas da trilha sonora da Liga da Justiça melhorem significativamente e que haja demanda suficiente dos fãs. Um segundo volume da Liga da Justiça também pode seguir se os fãs apoiarem o lançamento existente.

## Histórico de transmissão
A estreia da série em 17 de novembro de 2001 estabeleceu um recorde do Cartoon Network com mais de 4,114 milhões de telespectadores. Isso a tornou a estreia mais bem avaliada do canal, um recorde que manteria até 13 de setembro de 2009, quando a estreia mundial de Scooby-Doo! The Mystery Begins reuniu mais de 6,108 milhões de espectadores.
O programa foi ao ar na República da Irlanda no TG4 em irlandês e inglês de 6 de setembro de 2002 a 2007.

## Filme cancelado ereboot
Por volta de 2004, Bruce Timm anunciou que um longa-metragem diretamente em mídia doméstica da Liga da Justiça estava sendo planejado. O filme pretendia fazer uma ponte entre a segunda temporada da Liga da Justiça para a primeira temporada de Liga da Justiça sem Limites. O filme foi planejado para revelar como a Mulher-Maravilha adquiriu seu Invisible-Jet, e também planejou apresentar o Sindicato do Crime como os principais antagonistas, uma ideia que foi originalmente concebida para o episódio de duas partes "A Better World", até que o Sindicato foi substituídos pelos Lordes da Justiça. Dwayne McDuffie escreveu o roteiro e Andrea Romano chegou a reunir o elenco, mas a Warner Bros. descartou o projeto. No entanto, em 2010, o enredo do filme foi usado para o filme não-DCAU Justice League: Crisis on Two Earths, mas removendo todas as referências à continuidade do Universo Animado da DC, e substituindo John Stewart por Hal Jordan como o Lanterna Verde da Liga da Justiça.

## Adaptações

### Justice League Adventures
A DC Comics publicou uma série de quadrinhos numerados de 34 edições baseados na série de televisão, entre 2002 e 2004.
- #34 (2004-08-04): Guardians Against Darkness![9]

#### Compilações
- Justice League Adventures: The Magnificent Seven (2004-01-01): Inclui #3, 6, 10–12.[10]